# Head Not Found
Head Not Found er et norsk pladeselskab, og underafdeling af af Voices Music & Entertainment, som specialiserer sig i diverse heavy metal-undergenrer.

## Kunstnere
De følgende kunstnere har udgivet album gennem Head Not Found:
- Atrox
- Black Wreath
- Carpe Tenebrum
- Enslavement of Beauty
- Gehenna
- Merciless
- Ragnarok
- The Kovenant
- Trelldom
- Twin Obscenity
- Ulver
- Valhall
- Windir

## Fodnoter
1. ↑  "VME-katalog". Arkiveret fra originalen 24. juli 2011. Hentet 16. februar 2009.